# Lijst van kastelen in Duitsland
Hieronder staat een lijst van kastelen en burchten in Duitsland.

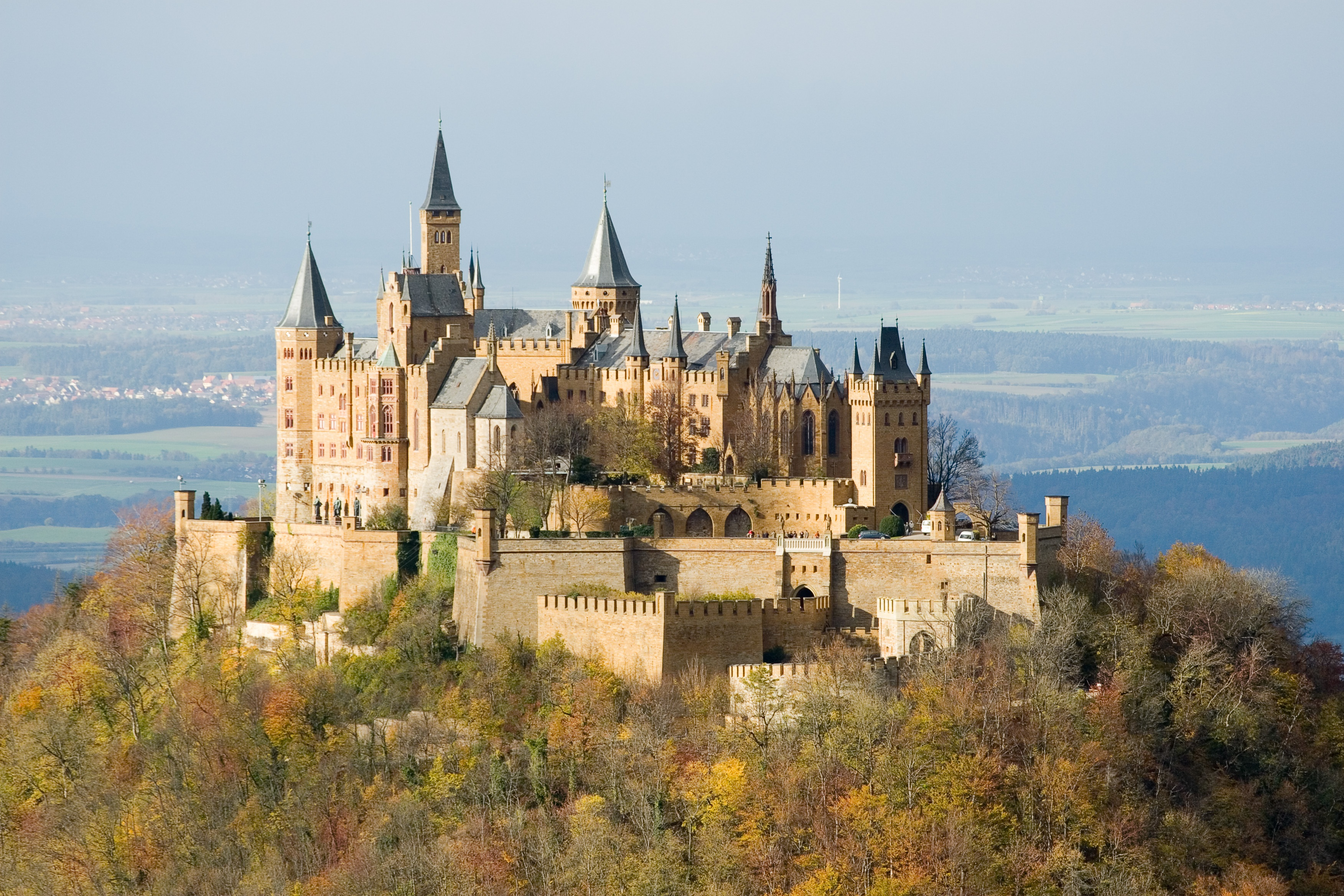
Burg Hohenzollern

## Baden-Württemberg

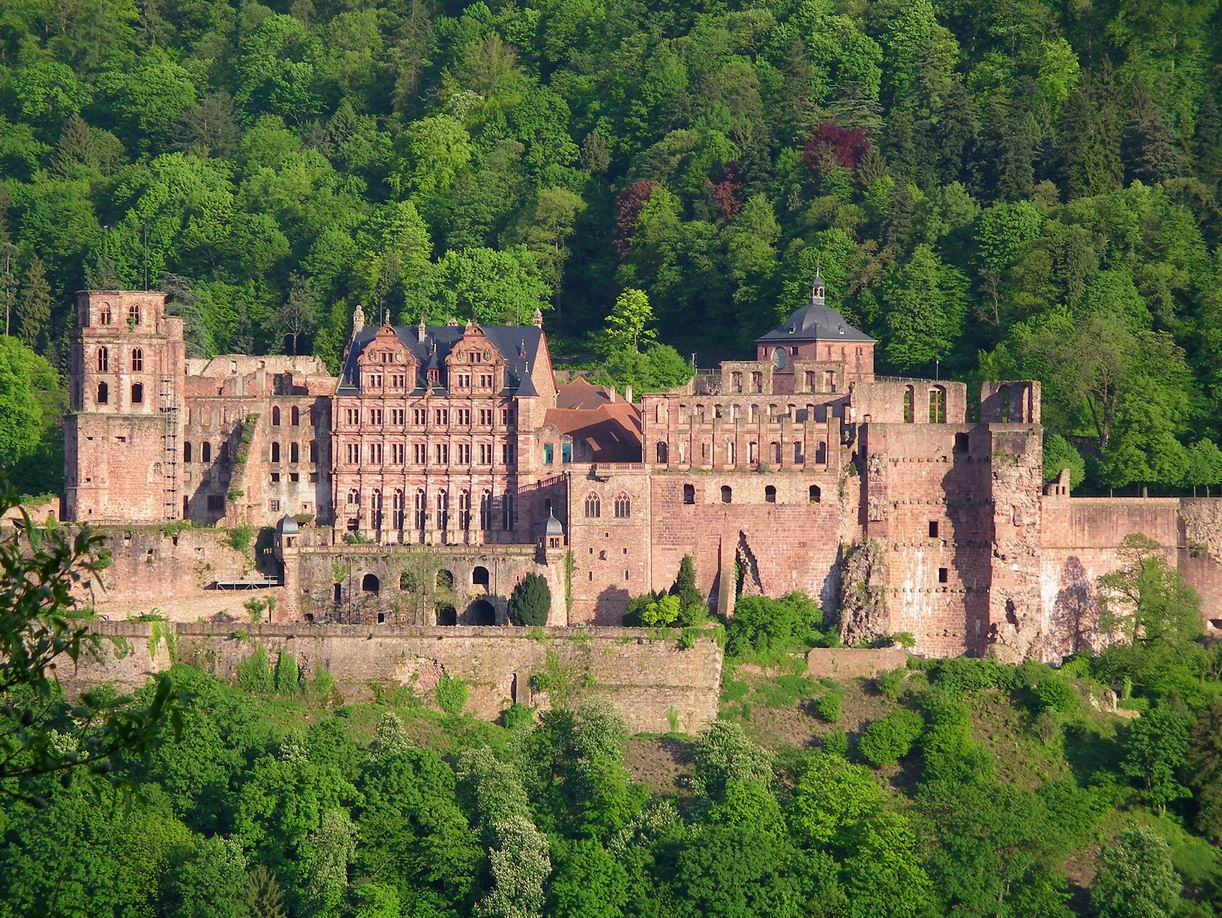
Heidelberg-Schloß

|  |  | - Burchtruïne Achalm in Reutlingen - Kasteel Altdischingen in Weilimdorf - Altes Schloss in Kißlegg - Altes Schloss in Meersburg - Altes Schloss in Stuttgart - Altes Schloss in Wertheim am Main - Slot Augustenburg in Grötzingen (Karlsruhe) - Schloss Baldern in Baldern - Schloss Bruchsal in Bruchsal - Deutschordenschloss in Bad Mergentheim - Schloss Donaueschingen in Donaueschingen - Burg Alt-Eberstein in Ebersteinburg - Schloss Ellwangen in Ellwangen - Burg Entenburg in Pfohren-Donaueschingen - Schloss Esslingen in Esslingen am Neckar - Schloss Ettlingen in Ettlingen - Schloss Favorite in Ludwigsburg - Schloss Favorite in Rastatt - Friedrichsruhe (kasteel) in Öhringen - Schloss Göppingen in Göppingen - Götzenburg in Jagsthausen - Gross Comburg in Schwäbisch Hall - Schloss Heidelberg in Heidelberg - Schloss Heiligenberg in Heiligenberg - Burg Helfenstein in Geislingen an der Steige - Burg en Schloss Hellenstein in Heidenheim an der Brenz - Schloss Hirsau in Hirsau - Altes Schloss Hohenbaden in Baden-Baden - Schloss Hohenheim in Stuttgart - Schloss Weikersheim in Weikersheim - Hohenstaufenpalast in Bad Wimpfen - Schloss Hohentübingen in Tübingen - Burg Hohenzollern in Hechingen - Slot Hohenzollern in Sigmaringen - Honburg in Tuttlingen - Burg Horneck in Gundelsheim - Slot Hummelsberg in Leutkirch im Allgäu - Burg Katzenstein in Dischingen - Keckenburg in Schwäbisch Hall - Königsbacher Schloss in Königsbach-Stein - Kürfürstenschloss in Mannheim - Schloss Langenburg in Langenburg - Burg Lichtenberg in Oberstenfeld - Schloss Lichtenstein in Lichtenstein | - Burg Limpurg in Schwäbisch Hall - Slot Ludwigsburg in Ludwigsburg - Schloss Mainau in Mainau - Schloss Mergentheim in Bad Mergentheim - Seeschloss Monrepos in Ludwigsburg - Schloss Neuenbürg in Neuenbürg - Schloss Neuenstein in Neuenstein - Neues Schloss in Jagsthausen - Neues Schloss in Kißlegg - Neues Schloss in Meersburg - Neues Schloss in Stuttgart - Neues Schloss in Baden-Baden - Schloss Öhringen in Öhringen - Schloss Rastatt in Rastatt - Burg Reichenberg in Oppenweiler - Residenzschloss Urach in Bad Urach - Rotes Schloss in Jagsthausen - Burg Rötteln in Rötteln - Schloss Salem in Salem - Schauenburg in Dossenheim - Schloss Schönau in Bad Säckingen - Schloss Schwetzingen in Schwetzingen - Schloss Solitude in Stuttgart - Stauferburg in Badenweiler - Schloss Teck in Owen - Burg Teck in Kirchheim unter Teck - Wachenburg in Weinheim - Burg Waldburg in Waldburg - Waldburgisches Schloss in Bad Waldsee - Schloss Waldsee in Bad Waldsee - Kasteelruïne Wallenburg Dürbheim in Dürbheim - Wasserschloss Inzlingen in Inzlingen - Bergruïne Weibertreu in Weinsberg - Weilerburg (Rottenburg) in Rottenburg am Neckar - Welfenburg in Veitsburg - Schloss Werenwag in Beuron - Burg Wildenstein in Beuron - Burg Windeck in Weinheim - Schloss Wolfegg in Wolfegg - Schloss Zähringen in Freiburg im Breisgau - Schloss Zeil in Leutkirch im Allgäu - Zollernschlösschen in Balingen - Zwingenberger Schloss in Zwingenberg |

## Beieren

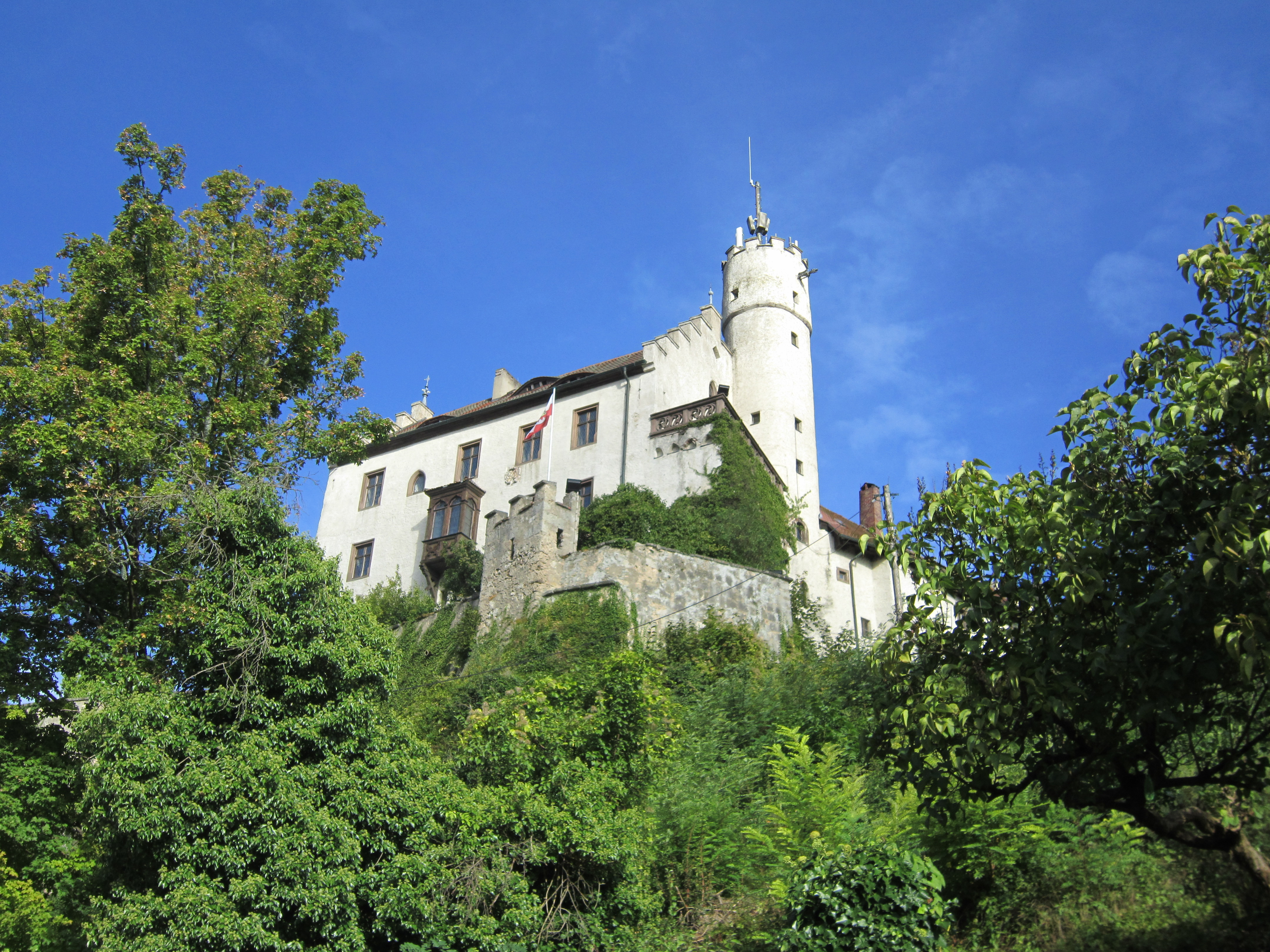
Burg Gößweinstein

|  |  | - Schloss Adelsheim in Berchtesgaden - Altenburg in Bamberg - Alterhof in München - Fürstlich-Leiningensches Palais Amorbach in Amorbach - Burg Alzenau in Alzenau - Keurvorstelijk Slot Amberg in Amberg - Residentie Ansbach in Ansbach - Schloss Arnstein in Arnstein - Oberes Schloss (Arnstorf) in Arnstorf - Unteres Schloss (Arnstorf) in Arnstorf - Schloss Babenhausen in Babenhausen - Schloss Balthasar Neumann in Werneck - Neues Schloss Bayreuth in Bayreuth - Schloss Berg in Berg - Blutenburg in München - Burg zu Burghausen - Hohenzollernburg Cadolzburg in Cadolzburg - Neues Schloss Castell in Castell - Untere Burg (Castell) in Castell - Vesting Coburg in Coburg - Slot Dachau in Dachau - Schloss Deutsche Ordnen in Wolframs-Eschenbach - Schloss Dillenburg in Dillenburg an der Donau - Schloss Dingolfing in Dingolfing - Burg Donaustauf in Donaustauf - Schloss Ehrenburg in Coburg - Kastell Eining in Eining - Englburg in Tittling - Schloss Ellingen in Ellingen - Eremitage (Bayreuth) in Bayreuth - Schloss Erlangen in Erlangen - Burg Flossenbürg in Flossenbürg - Kaiserpalts Forchheim in Forchheim - Burg Forstenberg in Regenstauf - Schloss Freudenhain in Passau - Schloss Friedberg in Friedberg - Schloss Friedrichsburg in Vohenstrauß - Het Fuggerschloss in Kirchheim in Schwaben - Schloss Fürstenried in München - Schloss Fürstenstein (Dreiburgenland) in Fürstenstein - Hohes Schloss Füssen in Füssen - Schloss Gaibach in Gaibach - Residenzschloss Geyerswörth in Bamberg - Burg Gößweinstein in Gößweinstein - Schloss Greifenstein in Heiligenstadt in Oberfranken - Slot Herrenchiemsee in Herrenchiemsee - Herzogsschloss (Straubing) in Straubing - Schloss Hirschberg in Beilngries - Schloss Hohenaschau in Aschau im Chiemgau | - Schloss Hohenschwangau in Hohenschwangau - Schloss Hurlach in Hurlach - Altes Schloss (Ingolstadt) in Ingolstadt - Neues Schloss (Ingolstadt) in Ingolstadt - Schloss Johannisburg in Aschaffenburg - Burg Kohlstein in Kohlstein - Herzogliches Schloss (Landau an der Isar) in Landau an der Isar - Leuchtenburg in Leuchtenburg - Vesting van Lichtenau in Lichtenau - Slot Linderhof in Graswangtal-Oberammergau - Schloss Lustheim in Oberschleißheim - Vesting Marienberg in Würzburg - Waterslot Mespelbrunn in Mespelbrunn - Mildenburg in Miltenberg - Schloss Möhren bij Treuchtlingen - Schloss Neuburg (Beieren) in Neuburg an der Donau - Kaiserburg (Neurenberg) in Neurenberg - Slot Neuschwanstein in Hohenschwangau - Slot Nymphenburg in München - Schloss Oberdorf in Marktoberdorf - Neues Schloss Oettingen in Oettingen in Bayern - Schloss Ortenburg in Ortenburg - Plassenburg in Kulmbach - Burg Prunn in Riedenburg - Schloss Ratibor in Roth - Schloss Reisensburg in Günzburg - Burg Rimpar in Rimpar - Vesting Rosenberg in Kronach - Saldenburg in Saldenburg - Burg Salzburg in Bad Neustadt an der Saale - Schloss Schacken in Garmisch-Partenkirchen - Burg Scheppermann in Pfaffenhofen - Neues Schloss Schleißheim in Oberschleißheim - Schloss Schönbusch in Aschaffenburg - Burg Schwaneck in Pullach im Isartal - Schloss Seehof in Memmelsdorf - Burg Sulzbach in Sulzbach-Rosenberg - Schloss Tegernsee in Tegernsee - Jachtslot Thiergarten in Bayreuth - Schloss Thurnau in Thurnau - Topplerschlösschen in Rothenburg ob der Tauber - Kasteel Trausnitz in Landshut - Burg Trausnitz im Tal in Trausnitz - Schloss Veitshöchheim in Veitshöchheim - Burg Veldenstein in Neuhaus an der Pegnitz - Willibaldsburg in Eichstätt - Schloss Weißenstein in Pommersfelden - Schloss Wildenberg in Wildenberg - Vesting Wülzburg in Wülzburg - Schloss Weikertsham in Wasserburg am Inn - Kaiserburg (Wenzelschloss) in Lauf an der Pegnitz |

## Berlijn

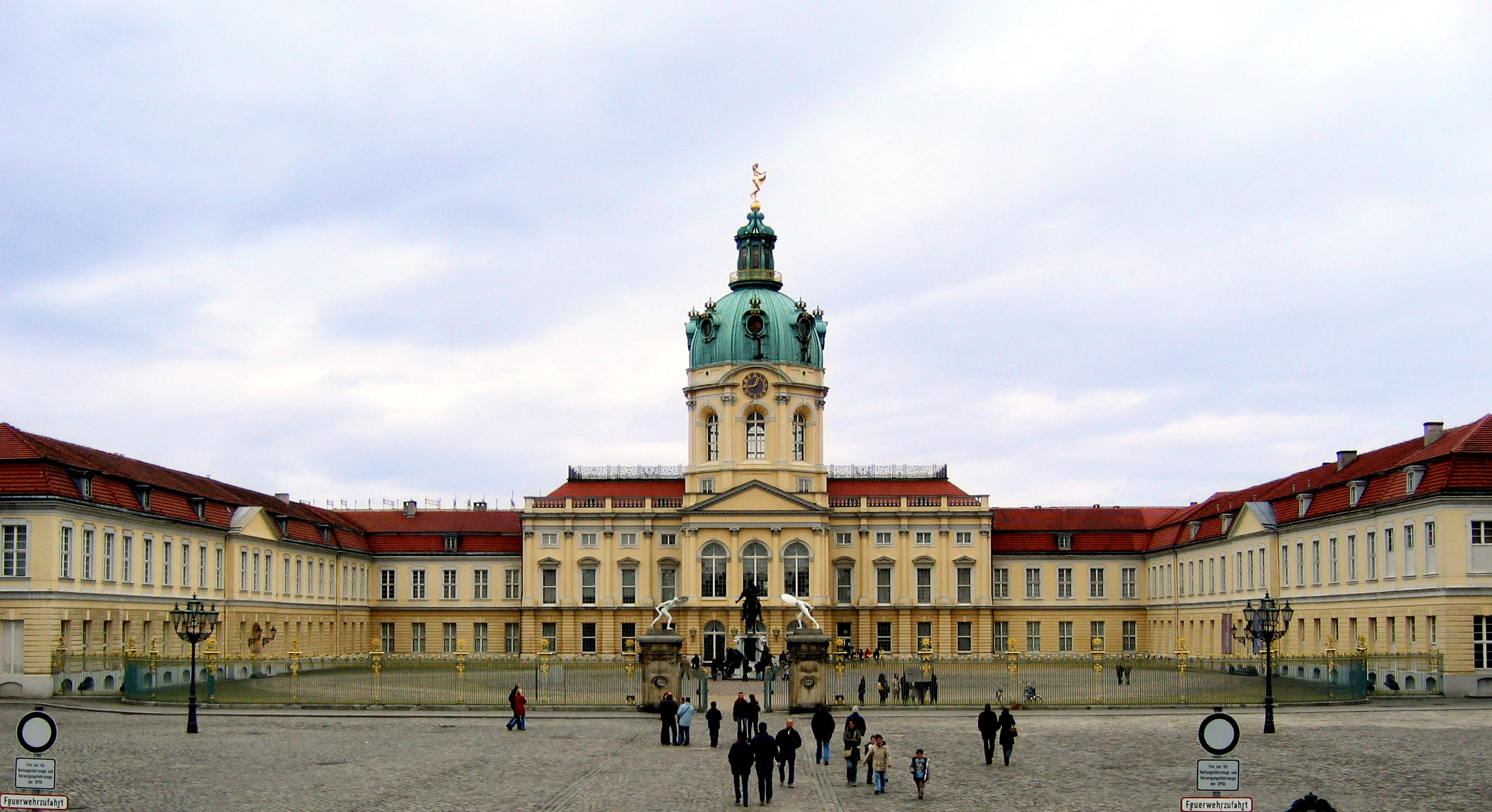
Schloss Charlottenburg

|  |  | - Altes Palais in Unter den Linden - Slot Bellevue in Berlin-Tiergarten - Berliner Stadtschloss op het Spree-eiland - Schloss Biesdorf in Berlin-Biesdorf - Schloss Britz in Berlin-Britz - Slot Charlottenburg in Charlottenburg-Wilmersdorf - Schloss Friedrichsfelde in Tierpark Berlin Friedrichsfelde - Jagdschloss Glienicke in Berlin-Wannsee | - Schloss Glienicke in Berlin-Wannsee - Jagdschloss Grunewald in Berlin-Dahlem - Schloss Köpenick in Berlin-Köpenick - Schloss Monbijou aan de Spree-oever - Schloss Pfaueninsel - Schloss Schönhausen in Niederschönhausen - Schloss Tegel in Berlin-Tegel |

## Brandenburg

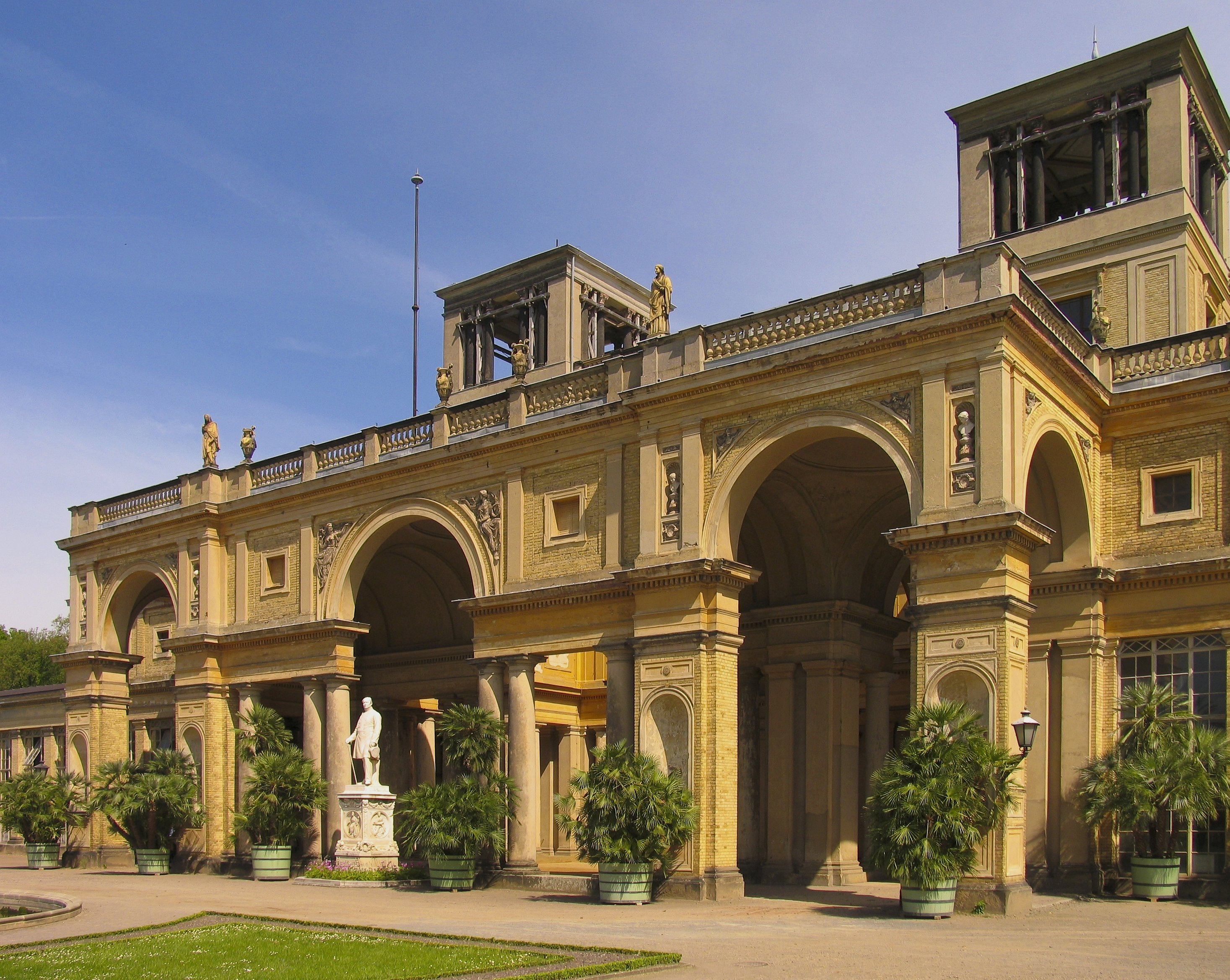
Potsdam Orangerie Mittelbau

|  |  | - Schloss Babelsberg in Potsdam - Blankensee in Trebbin - Schloss Boitzenburg in Boitzenburger Land - Schloss Börnicke in Bernau bei Berlin - Schloss Caputh in Schwielowsee-Caputh - Cecilienhof in Potsdam - Schloss Charlottenhof in Potsdam - Schloss Dammsmühle in Wandlitz-Schönwalde - Schloss Demerthin in Gumtow - Schloss Elsterwerda in Elsterwerda - Schloss Finsterwalde in Finsterwalde - Fredersdorf (Belzig) in Belzig-Fredersdorf - Schloss Freienwalde in Bad Freienwalde - Schloss Fürstenberg in Fürstenberg/Havel - Schloss Genshagen in Genshagen - Schloss Gollwitz in Brandenburg an der Havel - Jagdschloss Groß Schönebeck in Schorfheide-Groß Schönebeck - Jagdschloss Stern (Potsdam) in Potsdam - Schloss Königs Wusterhausen in Königs Wusterhausen - Schloss Kossenblatt in Tauche - Schloss Lindstedt in Potsdam - Schloss Lübbenau in Lübbenau - Schloss Alt Madlitz in Madlitz-Wilmersdorf - Marmorpalais in Potsdam - Schloss Marquardt in Potsdam-Marquardt - Slot Meseberg in Gransee | - Möthlitzer Schloss in Möthlitz - Neues Palais in Potsdam - Schloss Neuhardenberg in Neuhardenberg - Schloss Neuhausen (Prignitz) in Berge - Orangerieschloss in Potsdam - Schloss Oranienburg in Oranienburg (stad) - Schloss Paretz in Paretz - Schloss Petzow in Petzow - Schloss Philipshof in Putlitz - Potsdamer Stadtschloss in Potsdam - Schloss Prötzel in Prötzel - Schloss Rauschendorf in Sonnenberg - Schloss Reckahn in Kloster Lehnin-Reckhan - Schloss Rheinsberg in Rheinsberg - Schloss Ribbeck in Ribbeck - Schloss Sacrow in Potsdam-Sacrow - Schloss Sallgast in Sallgast - Schloss Sanssouci in Potsdam - Schloss Schenkendorf in Mittenwalde-Schenkendorf - Schloss Sommerswalde in Oberkrämer-Schwante - Schloss Steinhöfel in Steinhöfel - Schloss Schwedt in Schwedt - Schloss Spremberg in Spremberg - Schloss Wiepersdorf in Niederer Fläming-Wiepersdorf - Schloss Wiesenburg in Wiesenburg/Mark - Schloss Wolfshagen (Prignitz) in Groß Pankow-Wolfhagen |

## Hessen

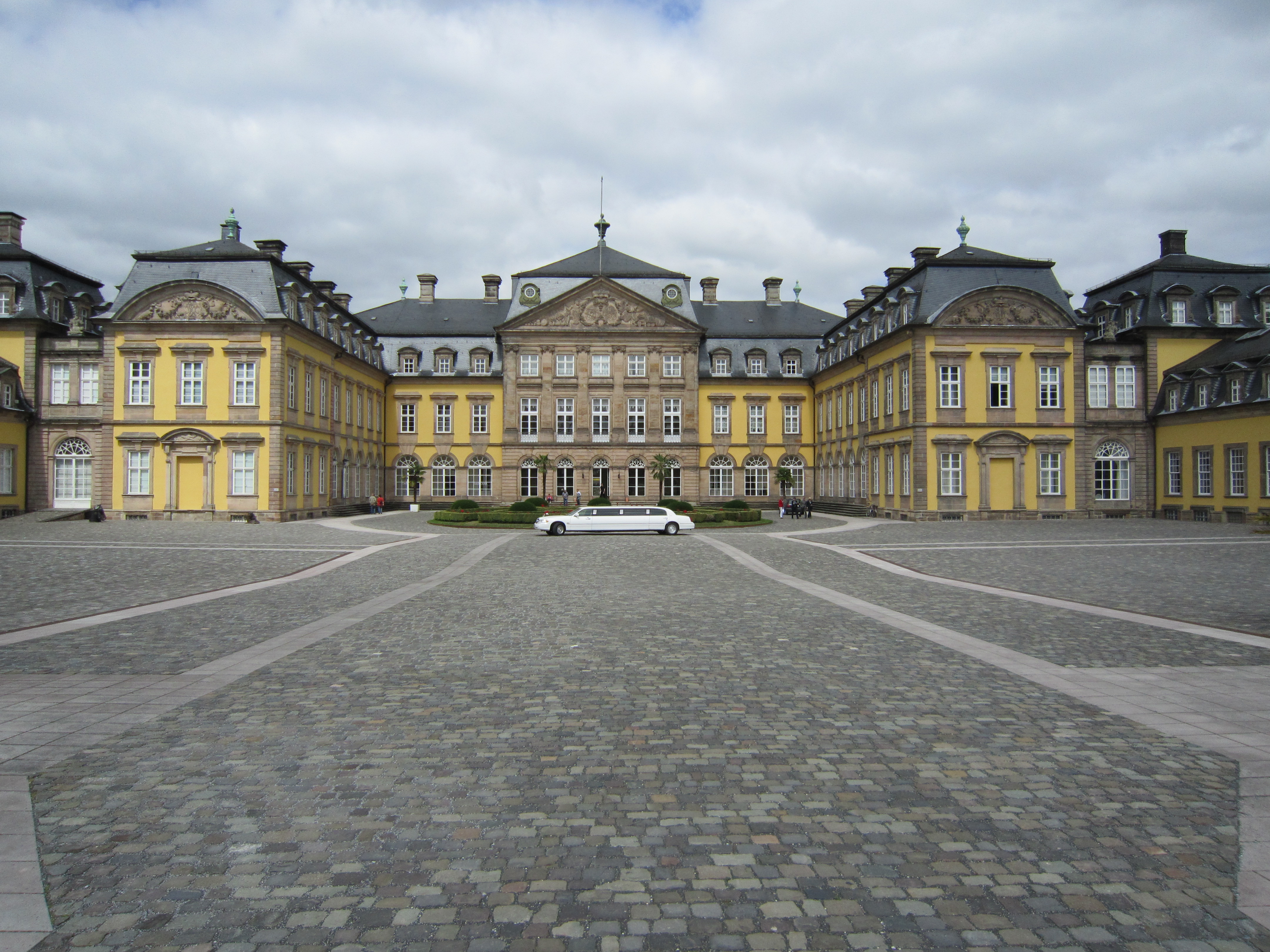
Schloss Arolsen

|  |  | - Burcht Adolfseck in Adolfseck - Altes Schloss in Gießen - Schloss Arolsen in Bad Arolsen - Schloss Auerbacher in Bensheim - Schloss Babenhausen in Babenhausen - Schloss Bad Homburg in Bad Homburg - Kasteel van Beilstein in Beilstein (Hessen) - Schloss Berlepsch in Witzenhausen - Slot Biebrich in Wiesbaden - Schloss Brömserburg in Rüdesheim am Rhein - Schloss Buchenau in Buchenau (Eiterfeld) - Büsing Palast in Offenbach am Main - Schloss Darmstadt in Darmstadt - Slot Dillenburg in Dillenburg - Schloss Dornberg in Dornberg - Burcht Ehrenfels (Rüdesheim am Rhein) in Rüdesheim am Rhein - Schloss Eisenbach in Frischborn - Burcht Eisenberg in Korbach - Burcht Ellar in Ellar - Schloss Elmershausen in Wolfhagen - Burg Eltville in Eltville - Schloss Eschwege in Eschwege - Schloss Fasanerie in Fulda omg. - Burg Felsberg in Felsberg - Burcht Frankenstein in Mühltal (Hessen) - Schloss Friedberg in Friedberg - Friedrichsburg in Kronberg im Taunus - Schloss Friedrichstein in Bad Wildungen - Schloss Fulda in Fulda - Schloss Fürstenau in Michelstadt - Burg Fürsteneck in Eiterfeld - Burg Gleiberg in Wettenberg - Burg Greifenstein in Greifenstein - Hallenburg in Schlitz - Schloss Herborn in Herborn - Burg Hermannstein in Wetzlar - Burg Hessenstein in Vöhl - Schloss Hinterburg in Schlitz - Schloss Hirschhorn in Hirschhorn (Neckar) - Burg Idstein in Idstein - Residenzschloss Idstein in Idstein - Isenburgisches Schloss in Offenbach am Main - Schloss Johannisberg (Rheingau) in Geisenheim omg. - Kaiserpalts Gelnhausen in Gelnhausen | - Kaiserpalts Seligenstadt in Seligenstadt - Burg Kalsmunt in Witzenhausen - Burcht Kirberg in Kirberg - Burg Königstein in Königstein im Taunus - Schloss Kranichstein in Darmstadt-Kranichstein - Burg Kronberg in Kronberg im Taunus - De Krukenburg in Helmarshausen - Schloss Laubach in Laubach - Schloss Lich in Lich - Burg Limburg in Limburg an der Lahn - Löwenburg in Kassel - Burg Löwenstein in Bad Zwesten - Burg Ludwigstein in Witzenhausen - Schloss Marburg in Marburg an der Lahn - Melsungerschloss in Melsungen - Burg Münzenberg in Münzenberg - Neues Schloss in Bad Arolsen - Neues Schloss in Gießen - Burg Nordeck in Allendorf - Ottoburg in Schlitz - Schloss Philippsruhe in Hanau - Burcht Philippstein in Philippstein - Schloss Reinhartsstein in Erbach im Odenwald - Rumpenheimer Schloss in Offenbach am Main - Burg Runkel in Runkel - Saalburg (Limescastellum) in Bad Homburg - Schachtenburg in Schlitz - Burg Schadeck in Runkel - Burcht Scharfenstein (Kiedrich) in Kiedrich - Schloss Schönborn in Heusenstamm - Burg Sonnenberg in Wiesbaden-Sonnenberg - Schloss Spangenberg in Spangenberg - Stadtschloss in Wiesbaden - Starkenburg in Heppenheim (Bergstraße) - Burcht Tringenstein in Tringenstein - Vorderburg in Schlitz - Slot Waldeck in Waldeck - Burcht Wallrabenstein in Wallrabenstein - Schloss Weilburg in Weilburg - Schloss Wilhelmshöhe in Kassel - Schloss Wilhelmsthal in Kassel omg. - Schloss Windhof in Weilburg - Burg Wolfhagen in Wolfhagen - Schloss Ysenburg in Birstein - Burg Ziegenberg in Ziegenhagen |

## Mecklenburg-Voor-Pommeren

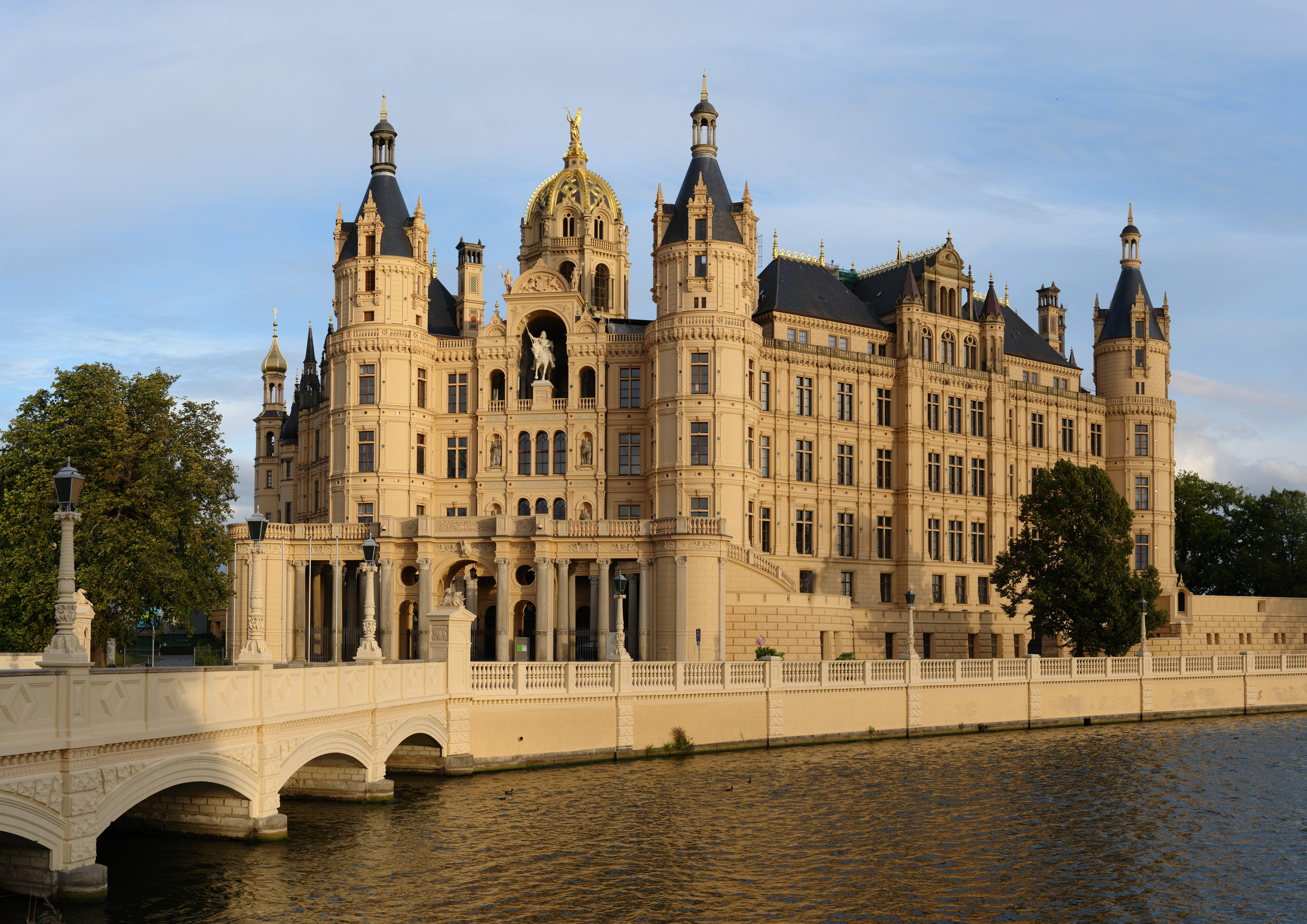
Kasteel van Schwerin

|  |  | - Schloss Basedow in Basedow - Schloss Bothmer in Klütz - Schloss Dargun in Dargun - Jagdschloss Friedrichsmoor in Neustadt-Glewe-Friedrichsmoor - Schloss Gadebusch in Gadebusch - Jagdschloss Gelbensande in Gelbensande - Jagdschloss Granitz in Eiland Rügen - Schloss Güstrow in Güstrow - Schloss Hohenzieritz in Hohenzieritz - Schloss Kaarz in Weitendorf omg. - Schloss Karlsburg (Vorpommern) in Karlsburg - Liepser Schlösschen in Hohenzieritz-Prillwitz | - Schloss Ludwigsburg (Ostvorpommern) in Loissin- Ludwigsburg - Schloss Ludwigslust in Ludwigslust - Schlossinsel (Mirow) in Mirow - Neues Schloss Neustadt-Glewe in Neustadt-Glewe - Schloss Neustrelitz in Neustrelitz - Jachtslot Quitzin in Splietsdorf-Grimmen - Schloss Remplin in Remplin - Kasteel van Schwerin in Schwerin - Schloss Spyker in Glowe - Schloss Ueckermünde in Ueckermünde - Schloss Wiligrad in Lübstorf omg. - Schloss Wolgast in Wolgast |

## Nedersaksen

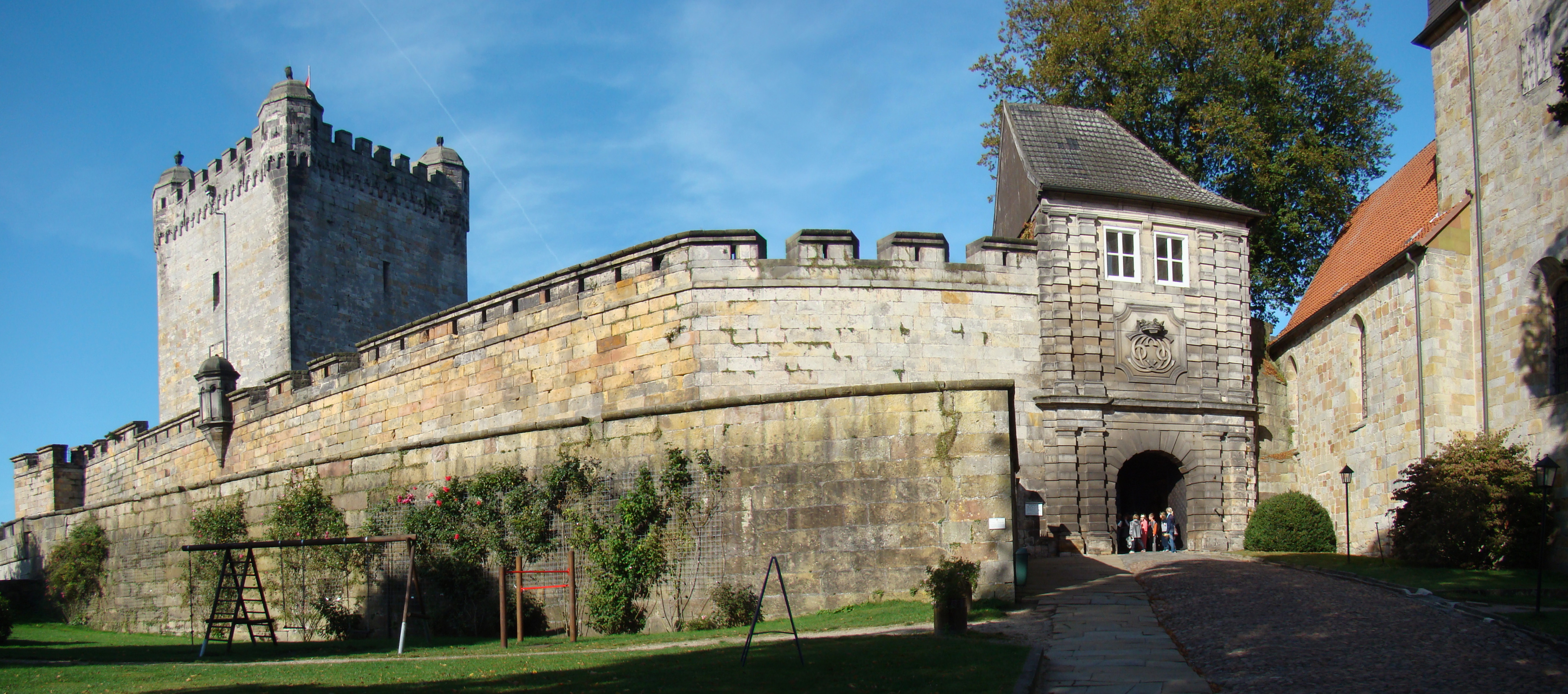
Kasteel Bentheim

|  |  | - Alt Wolfsburg in Wolfsburg - Kasteel van Aurich in Aurich - Steenhuis Bunderhee in Bunde - Gut Altenkamp in Aschendorf - Burg Bederkesa in Bad Bederkesa - Beningaburg in Dornum - Kasteel Bentheim in Bad Bentheim - Schloss Bentlage in Rheine - Kasteel Berum in Hage - Schloss Bevern in Bevern - Braunschweiger Schloss in Braunschweig - Schloß Bündheimer in Bad Harzburg - Schloss Celle in Celle - Kasteel Clemenswerth in Sögel - Burg Cloppenburg in Cloppenburg - Schloss Dankern in Haren - Schloss Dankwarderode in Braunschweig - Burg Delmenhorst in Delmenhorst - Schloss Dötzingen in Hitzacker (Elbe) - Burcht Edenserloog in Werdum - Schloss Eldingen in Eldingen - Erichsburg in Dassel (Northeim) - Kasteel Evenburg in Loga - Burg Fischhausen in Wangerland - Fürst-Bisschofliches Schloss in Osnabrück - Schloss Fallersleben in Fallersleben - Schloss Fikensolt in Westerstede - Freudenthal in Bad Iburg - Schloss Gifhorn in Gifhorn - Kasteel Gödens in Sande - Burg zu Hagen im Bremischen in Hagen im Bremischen - Harderwykenburg in Leer - Hämelschenburg in Emmerthal | - Haneburg in Leer - Kasteel Hinta in Hinte - Schloss Iburg in Bad Iburg - Keizerpalts Goslar in Goslar - Kasteel van Jever in Jever - Burg Kniphausen in Wilhelmshaven - Huis Lage in Lage (Nedersaksen) - Leineschloss in Hannover - Kasteel Lütetsburg in Lütetsburg - Slot Marienburg in Pattensen - Manningaburg in Pewsum - Burg Neuhaus in Neuhaus - Kasteel Neuenburg in Neuenburg - Norderburg in Dornum - Schloss Nordeck in Hage - Schloss Nordenburg in Dornum - Osterburg in Groothusen - Philippsburg in Loga - Residenzschloss Oldenburg in Oldenburg - Burg Plesse in Göttingen - Schloss Rastede in Rastede - Schloss Richmond in Braunschweig - Schloss Ritzebüttel in Cuxhaven - Schloss Salder in Salzgitter - Adelresidenz Sielhof in Neuharlingersiel - Schloss Stadthagen in Stadthagen - Burg Stickhausen in Stickhausen - Burg Upgant in Upgant-Schott - Palst Wangenheim in Hannover - Welfenschloss in Hannoversch Münden - Schloss Wilhelmsstein in Steinhude - Schloss Wolfenbüttel in Wolfenbüttel |

## Noordrijn-Westfalen

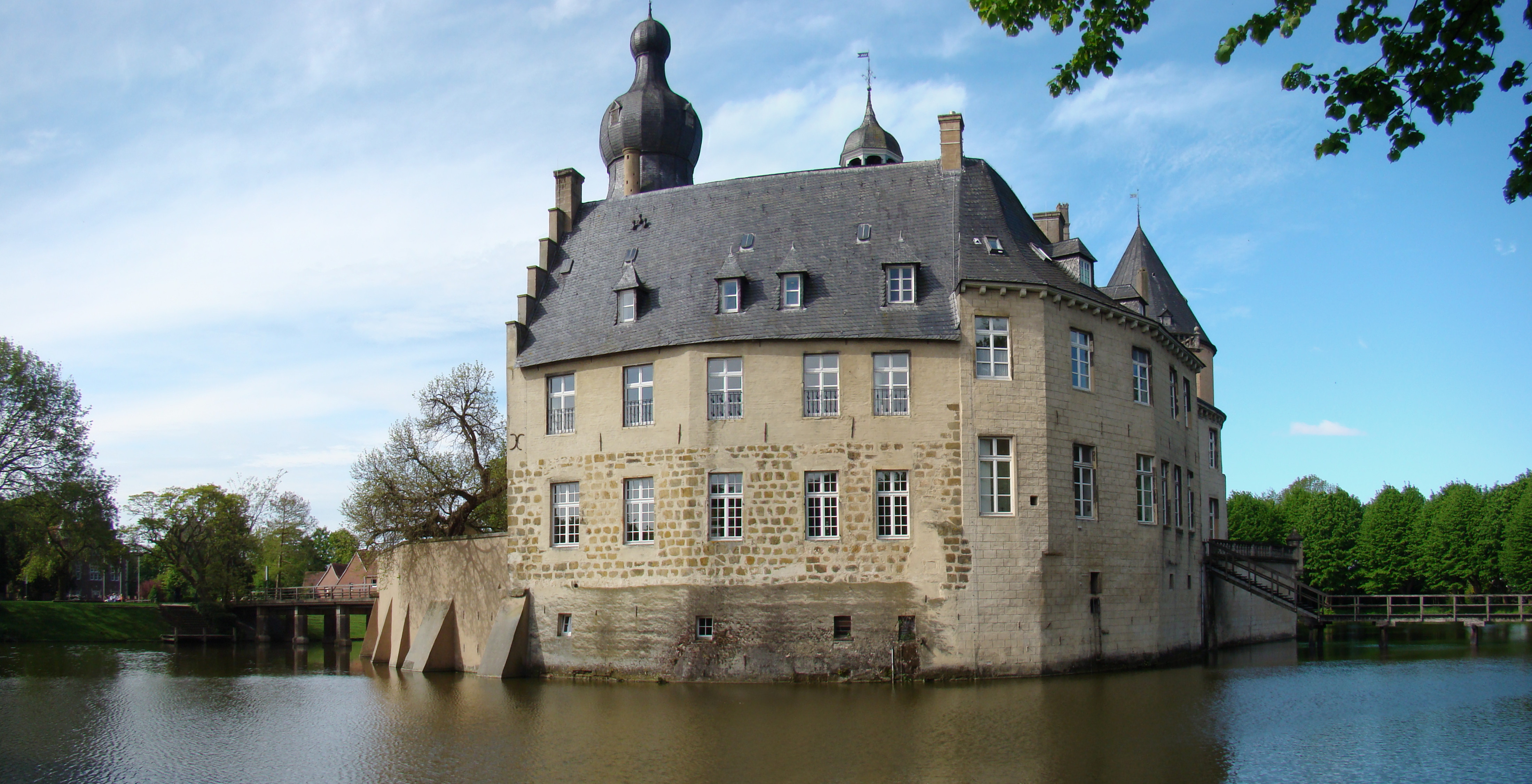
Gemen

|  |  | - Kasteel van Ahaus in Ahaus - Altes Schloss in Bensberg - Burg Altena in Altena - Kasteel Anholt in Anholt - Schloss Bedburg in Bedburg - Schloss Benrath in Düsseldorf - Schloss Berleburg in Bad Berleburg - Burcht Boetzelaer in Appeldorn - Kasteel van Borbeck in Essen - Burg Brake in Lemgo-Brake - Schloss Breill in Geilenkirchen - Kasteel Broich in Mülheim an der Ruhr-Broich - Slot Buldern in Buldern - Slot Burg in Solingen-Burg an der Wupper - Schloss Cappenberg in Selm-Cappenberg - Schloss Corvey in Corvey - Schloss Crassenstein in Wadersloh - Kasteel Darfeld in Darfeld - Burg Desenberg in Warburg-Daseburg omg. - Burg Drachenfels in Königswinter - Kasteel van Dyck in Bedburdyck - Burg Eversberg in Eversberg gemeente Meschede - De Engelsburg in Recklinghausen - Schloss Erwitte in Erwitte - Burg Fürstenberg (Höingen) in Ense-Höingen - Kasteel van Gartrop in Hünxe - Burg Geilenkirchen in Geilenkirchen - Ginsburg in Hilchenbach - De Godesburg in Bad Godesberg - Burg Gemen in Gemen - Huis Hardenberg in Anholt - Burg Hardenstein in Witten - Haus Havixbeck in Havixbeck - Slot Herdringen in Arnsberg omg. - Schloss Herringhausen in Lippstadt-Herringhausen - Slot Herten in Herten - Schloss Hohenlimburg in Hagen - Burcht Holtzbrinck in Altena - Slot Homburg in Nümbrecht - Schloss Horst in Gelsenkirchen-Horst - Schloss Hugenpoet in Essen-Kettwig - Haus Hülshoff in Havixbeck omg. - Schloss Jägershof in Düsseldorf - Schloss Jülich in Jülich | - Keizerpalts Kaiserswerth in Düsseldorf-Kaiserswerth - Keizerpalts Paderborn in Paderborn - Kasteel Knippenburg in Bottrop - Kasteel Krakau in Krefeld - Kasteel Krieckenbeck in Nettetal - Kasteel Landsberg in Ratingen - Kasteel Laufenburg in Langerwehe - Kasteel Lembeck in Dorsten-Lembeck - Burg Linn in Krefeld - Slot Linnep in Ratingen - Kasteel Lohn in Stadtlohn - Haus Mark in Tecklenburg - Moerser Schloss in Moers - Burg Monschau in Monschau - Kasteel Morsbroich in Leverkusen - Slot Moyland in Bedburg-Hau - Burg Neuenhof in Lüdenscheid omg. - Neues Schloss in Bensberg - Burcht Nideggen in Nideggen - Schloss Nordkirchen in Nordkirchen - Oberes Schloss in Siegen - Burg Oldenburg in Ense-Höingen - Schloss Overhagen in Lippstadt-Overhagen - Schloss Raesfeld in Raesfeld - Residenzschloss in Koblenz - Residenzschloss in Detmold - Schloss Rheda in Rheda-Wiedenbrück - Kasteel Rimburg in Übach-Palenberg - Burg Rode in Herzogenrath - Schloss Schellenberg in Essen-Rellinghausen - Burg Schwalenberg in Schwalenberg - Schloss Schwarzenraben in Lippstadt-Bökenförde - Haus Stapel in Havixbeck omg. - Schloss Steinfurt in Steinfurt - Burg Tecklenburg in Tecklenburg - Kasteel Trips in Geilenkirchen - Unteres Schloss in Siegen - Burg Vischering in Lüdinghausen - Burg Volmarstein in Wetter-Volmarstein - Wewelsburg in Büren-Wewelsburg - Kasteel Wickrath in Mönchengladbach - Slot Wissen in Weeze - Slot Wittringen in Gladbeck - De Zwanenburcht in Kleef - Schloss Zülpich in Zülpich |

## Rijnland-Palts

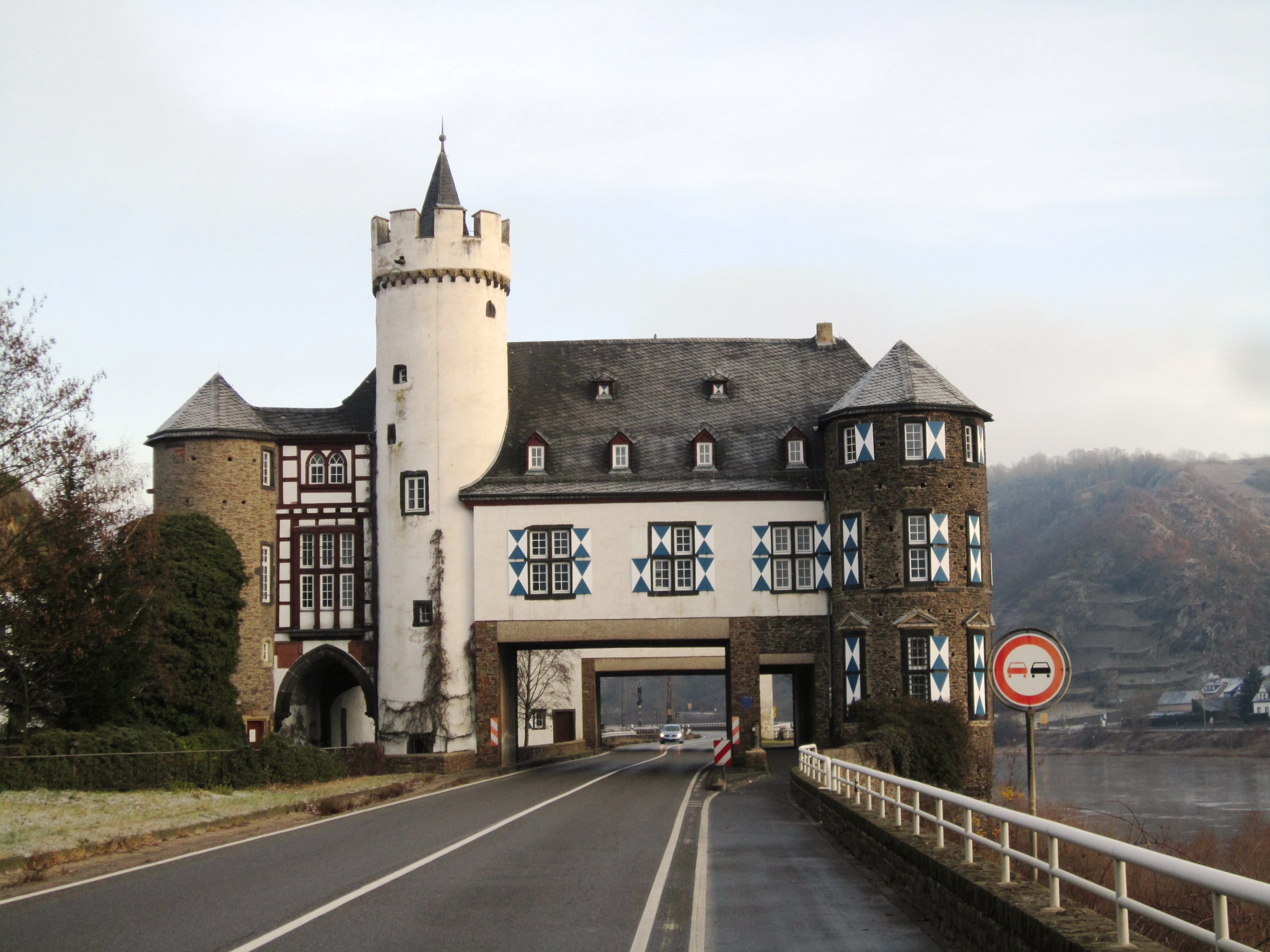
Schloss Gondorf

|  |  | - Altes Schloss in Idar-Oberstein - Schloss Altwed in Altwied - Altwolfstein in Wolfstein - Burg Alt-Erfenstein in Erfenstein - Burg Altenbaumberg in Altenbamberg - Burg Altleiningen in Altleiningen - Burg Alzey in Alzey - Anebos in Annweiler am Trifels omg. - Burcht Ardeck in Holzheim - Burg Are in Altenahr - Arenfels in Bad Hönningen - Burg Arras in Alf - Burg Balduinstein in Balduinstein - Battenburg in Battenburg - Schloss Bergzabern in Bad Bergzabern - Burg Berwartstein in Erlenbach - Burg Breitenstein in Elmstein - Brunkenstein in Hochstetten-Dhaun - Slot Bürresheim, Sankt Johann (bij Mayen) - Burg Dalberg in Dalberg - Deutsche Commanderie in Mainz - Schloss Dhaun in Hochstetten-Dhaun - Burg Diemerstein in Frankenstein-Diemerstein - Schloss Diez in Diez - Burg Ebernburg in Bad Münster am Stein-Ebernburg - Schloss Ehrenburg in Brodenbach - Ehrenfels in Assmannshausen - Burg Eltz in Moselkern omg. - Schloss Engers in Neuwie-Engers - Schloss Freiherren von Stein in Nassau - Burcht Fürstenberg, Oberdiebach - Fürstenburg in Stromberg - Genovevaburg in Mayen - De Godesburg in Bad Godesberg - Gollenfels in Stromberg - Schloss Gondorf in der Gemeente Kobern-Gondorf - Grafenstein, Pfalts in Kaub - Grevenburg in Traben-Trarbach - Gutenfels in Kaub - Burg Gutenberg in Gutenberg - Burg Hardenburg in Bad Dürkheim - Burcht Hohneck in Niederheimbach - Burg Hohenecken in Hohenecken - Burg Hachenburg in Hachenburg - Schloss Hambacher in Neustadt an der Weinstrasse - De Hardenburg in Hardenburg - Schloss Hernnsheim in Worms - Keizerpalts Ingelheim in Ingelheim - Kanzenburg in Bad Kreuznach - Burg Kastellaun in Kastellaun - Burcht Katz in Sankt Goarshausen, zie ook Burcht Maus - Palais Kesselstadt in Trier - Schloss Kirchheimbolanden in Kirchheimbolanden - Kleinfrankreich in Erlenbach - Burcht Klopp in Bingen am Rhein - Burg Kropsburg in St. Martin - Kürfürstenschloss in Mainz - Kürfürstenschloss in Trier - De Kyrburg in Kirn - Burg Lahneck in Lahnstein - Burg Landskrohn in Oppenheim | - Burcht Laurenburg in Laurenburg - Burcht Liebenscheid in Liebenscheid - Schloss Liebig in Gondorf - Slot Lieser in Lieser - Burg Lichtenberg in Kusel - Burg Liebenstein in Kamp-Bornhofen - Magdalenenbau in Meisenheim - Marksburg in Braubach - De Mariënburg in Alf - Schloss Marienlay in Morscheid - Schloss Martinsburg in Lahnstein - Burg Maus in Sankt Goarshausen, zie ook Burg Katz - Burg Metternich in Beilstein - Michelsburg Pfalz in Haschbach am Remigiusberg Treisbergstegen - Burg Montfort in Feilbingert - Moschellandsburg in Obermoschel - Burg Namedy in Andernach - Kasteel Nassau in Nassau - Naumburg in Bärenbach - Neues Schloss in Idar-Oberstein - Burg Neuleingen in Neuleiningen - Burg Neuscharfeneck in Dernbach - De Nürburg in Adenau - Slot Oranienstein in Diez - Burg Pfalzgrafenstein in Kaub - Burcht Pyrmont in Roes - Rijksburcht in Cochem - Burcht Rheineck in Bad Breisig - Burcht Rheinfels in Sankt Goar - Burcht Reichenberg in Reichenberg (Rijnland-Palts) - Burcht Reichenstein in Trechtingshausen - Burcht Rheinstein in Trechtingshausen omg. - Rheingrafenstein in Bad Münster am Stein-Ebernburg - Burcht Sayn in Bendorf (Rijnland-Palts) - Slot Sayn in Bendorf (Rijnland-Palts) - Burcht Scharfenberg in Annweiler am Trifels omg. - Schloss Schaumburg in Schaumburg - Burg Schnellenberg in Attendorn - De Schmidtburg in Bad Münster am Stein-Ebernburg omg. - Burcht Schönburg in Oberwesel - Schloss Sinzig in Sinzig - Burcht Sooneck in Niederheimbach - Burcht Stahleck in Bacharach - Schloss Stein in Nassau - Steinenschloss in Thaleischweiler-Fröschen - Burcht Sterrenberg in Kamp-Bornhofen - Slot Stolzenfels in Koblenz omg. - Burcht Thurant in Alken - Burg Treis in Treis-Karden - Burg Trifels in Annweiler am Trifels - Trippstadter Schloss in Trippstadt - Trutz-Eltz in Moselkern omg. - Schloss Veldenz in Veldenz - Ruïne Wachtenburg in Wachenheim an der Weinstraße - Slot Waldthausen in Budenheim - Weilach in Ungstein - Schloss Westerburg in Westerburg - Burg Willenstein in Trippstadt - Burg Winterburg in Winterburg - Schloss Zweibrücken in Zweibrücken |

## Saarland

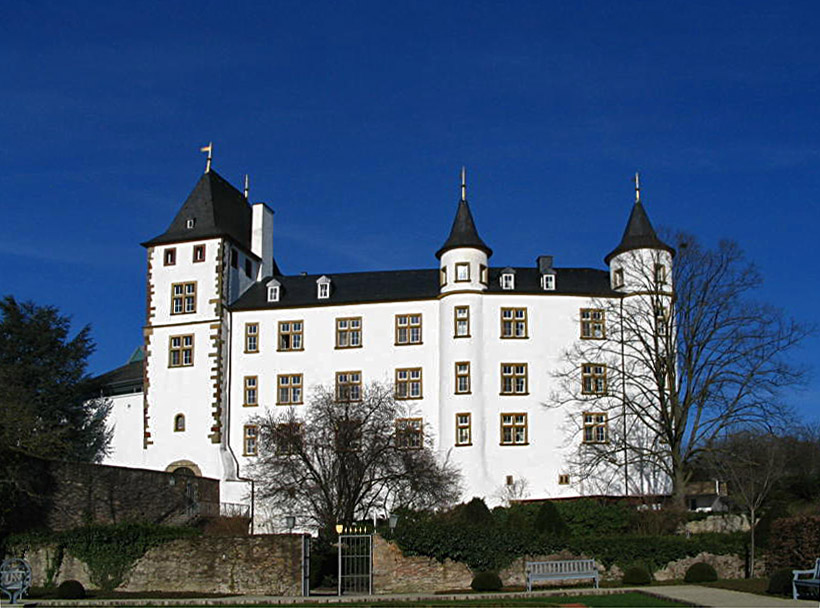
Schloss Berg

|  |  | - Schloss Annahof in Niederwürzbach - Schloss Berg in Perl-Nennig - Burg Bucherbach in Köllerbach-Engelfangen - Schloss Dagstuhl in Wadern-Dagstuhl - Schloss Dillingen in Dillingen/Saar - Schloss Fellenberg in Merzig - De Gustavsburg in Homburg-Jägersburg - Jachtslot Jägersburg in Homburg-Jägersburg - Schloss Jägersburg (Homburg) in Homburg - Schloss Karlsberg in Homburg omg. | - Burg Kirkel in Kirkel - Schloss La Motte in Lebach - Schloss Monplaisir in Niederwürzbach - Burg Montclair in Mettlach - Schloss Neuhaus (Saarbrücken) in Saarbrücken - Schloss Philippsburg in Niederwürzbach - Schloss Saarbrücken in Niederwürzbach - Burg Siersburg in Rehlingen-Siersburg - De Teufelsburg in Überherrn-Felsberg - Burg Veldenz in Nohfelden |

## Saksen

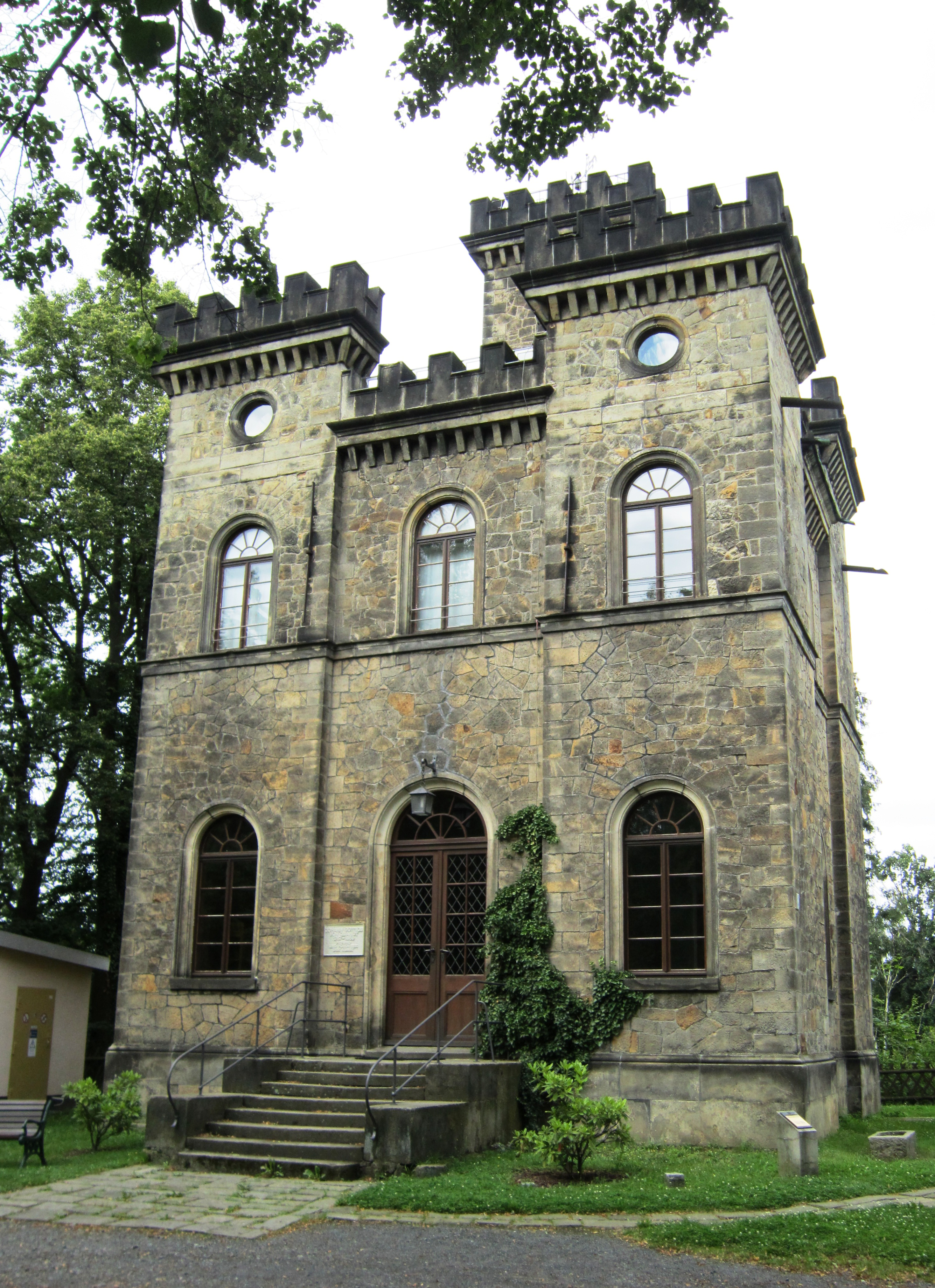
Belvedere Schöne Höhe in Elbersdorf

|  |  | - Albrechtsburg in Meißen - Schloss Althörnitz in Bertsdorf-Hörnitz - Schloss Bieberstein in Reinsberg - Schloss Blankenhain in Crimmitschau-Blankenhain - Slot Colditz in Colditz - Schloss Delitzsch in Leipzig omg. - Schloss Ehrenberg in Waldheim omg. - Schloss Elsterberg in Elsterberg - Schloss Freudenstein in Freiberg - Jachtslot Grillenburg in Tharandt-Grillenburg - Friedrichschlößchen in Heidenau - Schloss Hainewalde in Hainewalde - Schloss Halbendorf in Halbendorf - Schloss Hartenfels in Torgau - Schloss Hartenstein in Hartenstein - Schloss Heynitz in Nossen-Heynitz - Schloss Hirschstein in Diesbar-Seußlitz omg. - Hoheneck in Stollberg/Erzgeb. - Jachtslot Hubertusburg in Wermsdorf - Schloss Jößnitz in Jößnitz - Wasserschloss Klaffenbach in Chemnitz-Klaffenbach - Schloss Klippenstein in Radeberg - Schloss Kuckuckstein in Liebstadt - Schloss Lauenstein in Geising-Lauenstein - Schloss Lauterbach (Neukirchen) in Neukirchen/Pleiße - Schloss Lauterbach (Ebersbach) in Ebersbach - Schloss Lichtenwalde in Niederwiesa - Schloss Moritzburg in Moritzburg - Schloss Muskau in Bad Muskau - Schloss Mutzschen in Mutzschen - Burcht van Mylau in Mylau - Schloss Neschwitz in Neschwitz - Schloss Netzschkau in Netzschkau - Schloss Nischwitz in Nischwitz - Schloss Nossen in Nossen - Schloss Nöthnitz in Bannewitz | - Schloss Oberau in Niederau-Oberau - Schloss Osterstein (Zwickau) in Zwickau - Schloss Planitz in Zwickau-Planitz - Schloss Podelwitz in Zschadraß-Podelwitz - Schloss Proschwitz in Diera-Zehren-Zadel omg. - Schloss Purschenstein in Neuhausen/Erzgeb. - Schloss Rammenau in Rammenau - Schloss Rauenstein in Lengefeld - Jachtslot Rehefeld in Altenberg-Rehefeld-Zaunhaus - Schloss Reichstädt in Dippoldiswalde-Reichstädt - Schloss Reinsberg in Reinsberg - Schloss Rochlitz in Rochlitz - Schloss Rochsburg in Lunzenau-Rochsburg - Schloss Ruhethal in Mügeln - Schloss Sachsenburg in Frankenberg - Schloss Scharfenberg in Meißen omg. - Schloss Schlettau in Schlettau - Belvedere Schöne Höhe in Elbersdorf - Schloss Schönfeld in Schönfeld - Kasteel Schwarzenberg in Schwarzenberg/Erzgeb. - Schloss Schweinsburg in Neukirchen/Pleiße - Schloss Seußlitz in Nünchritz-Seußlitz - Schloss Siebeneichen in Meißen - Schloss Sonnenstein in Pirna - Schloss Stolpen in Stolpen - Schloss Wackerbarth in Radebeul-Niederlößnitz - Schloss Weesenstein in Müglitztal-Weesenstein - Schloss Weissig in Weissig - Schloss Weistropp in Klipphausen-Weistropp - Schloss Weißenborn in Weißenborn/Erzgeb. - Burg Wiesenburg in Wildenfels-Wiesenburg - Schloss Wildeck in Zschopau - Schloss Wildenfels in Wildenfels - Schloss Wolfsbrunn in Hartenstein - Schloss Wolkenburg in Limbach-Oberfrohna - Schloss Wurzen in Wurzen |

## Saksen-Anhalt

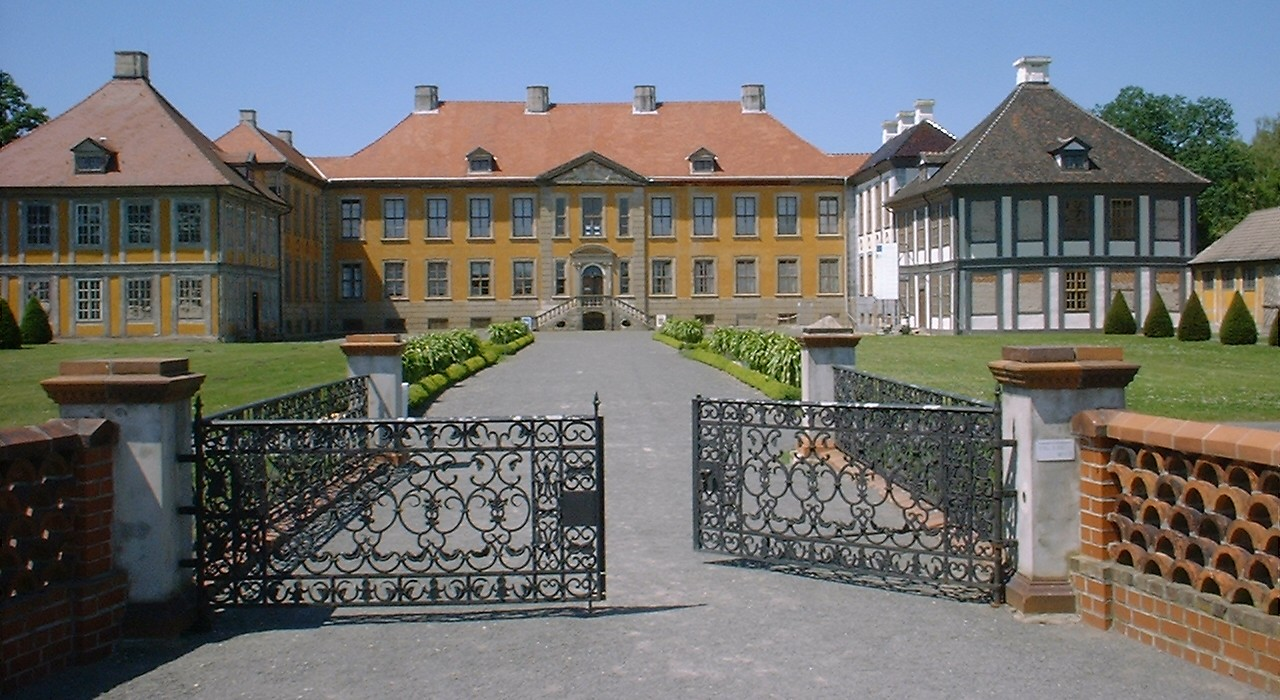
Oranienbaum paleis

|  |  | - Schloss Ampfurth in Ampfurth - Burg Anhalt in Harzgerode - Schloss Bahrendorf in Bahrendorf - Schloss Beesenstedt in Beesenstedt - Schloss Bernburg in Bernburg - Schloss Blankenburg (Harz) in Blankenburg (Harz) - Schloss Calbe (Saale) in Calbe (Saale) - Schloss Droyßig in Droyßig - Schloss Eichenbarleben in Eichenbarleben - Schloss Erxleben in Erxleben - Burg Falkenstein in Falkenstein/Harz - Schloss Georgium in Wörlitz - Renaissanceschloss Großmühlingen in Großmühlingen - Schloss Gunsleben in Am Großen Bruch - Schloss Hohenthurm in Saalekreis - Schloss Hundisburg in Haldensleben - Schloss Ilsenburg in Ilsenburg - Jagdschloss Letzlingen in Letzlingen - Jagdschloss Windenhütte in Hasselfelde - Schloss Kunrau in Kunrau - KZ Lichtenburg in Prettin - Luisenburg in Blankenburg - Schloss Mahlitz in Schollene-Mahlitz - Schloss Mansfeld in Mansfeld - Schloss Möckern in Möckern | - Moritzburg (Halle) in Halle (Saale) - Schloss Moritzburg (Zeitz) in Zeitz - Schloss Mosigkau in Mosigkau - Schloss Neu-Augustusburg in Weißenfels - Schloss Neuenburg (Freyburg) in Freyburg - Schloss Neugattersleben in Neugattersleben - Schloss Nudersdorf in Wittenberg-Nudersdorf - Schloss Oberwiederstedt in Wiederstedt - Schloss Oranienbaum in Oranienbaum - Schloss Ostrau in Ostrau - Schloss Parchen in Genthin-Parchen - Schloss Plötzkau in Plötzkau - Schloss Randau in Maagdenburg - Schloss Roßla in Roßla - Rudelsburg in Bad Kösen-Saaleck - Schloss Seeburg (Hassegau) in Seeburg (Mansfelder Land) - Schloss Saaleck in Bad Kösen-Saaleck - Schloss Stolberg in Stolberg - Schloss Wendgräben in Möckern - Schloss Wernigerode in Wernigerode - Schloss Wittenberg in Wittenberg - Schloss Wolmirstedt in Wolmirstedt - Schloss Wörlitz in het Wörlitz - Slot Zerbst in Zerbst (Anhalt) |

## Sleeswijk-Holstein

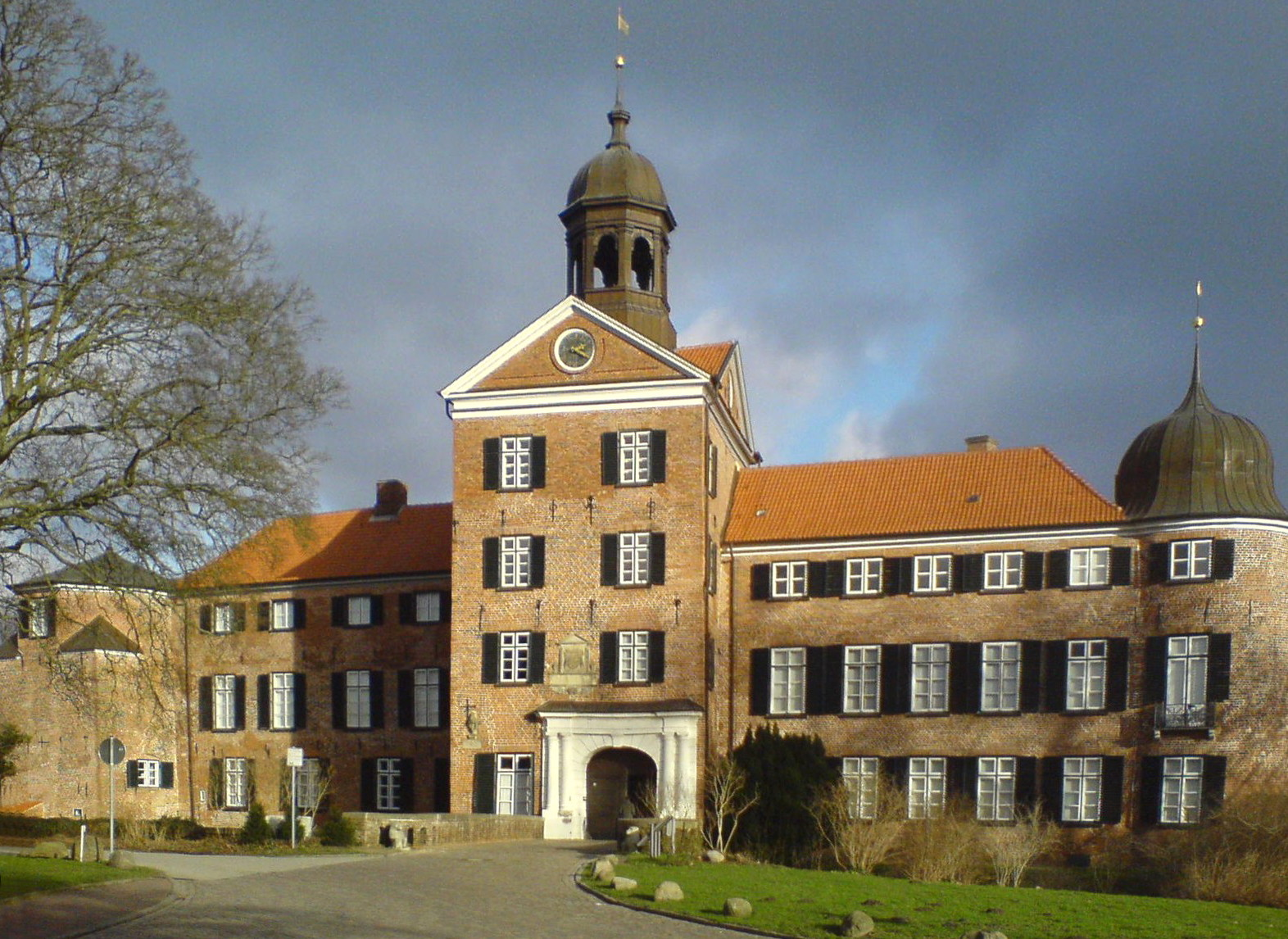
Eutiner Schloss

|  |  | - Schloss Ahrensburg in Ahrensburg - Schloss Breitenburg in Breitenburg - Eutiner Schloss in Eutin - Schloss Friedrichsruh (Drage) in Drage - Burg Glambek op Fehmarn - Schloss Glücksburg (Glücksburg) in Glücksburg - Schloss Gottorf in Sleeswijk - Schloss Heiligenstedten in Heiligenstedten - Schloss vor Husum in Husum - Kieler Schloss in Kiel | - Lauenburger Schloss in Lauenburg/Elbe - Schloss Plön in Plön - Prinzenhaus in Plön - Schloss Rantzau (Lübeck) in Lübeck - Schloss Rantzau (Rantzau) in Rantzau - Schloss Reinbek in Reinbek - Tönninger Schloss in Tönning - Wasmer Palast in Glückstadt - Gut Weißenhaus in Wangels |

## Thüringen

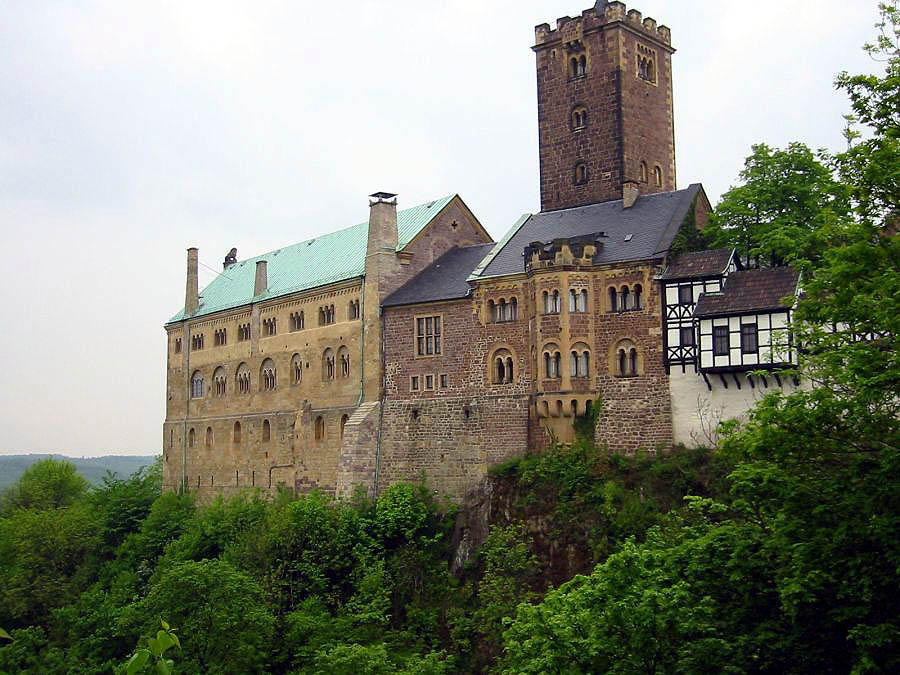
Kasteel Wartburg

|  |  | - Schloss Altenburg in Altenburg - Schloss Altenstein in Bad Liebenstein-Altenstein - Schloss Beichlingen in Beichlingen - Belvedere in Weimar omg. - Schloss Berteroda in Eisenach-Berteroda - Schloss Bertholdsburg in Schleusingen - Schloss Bischofstein in Eichsfeld - Schloss Burgk in Burgk - Schloss Crossen in Crossen an der Elster - Schloss Denstedt in Kromsdorf-Denstedt - Dornburger Schlösser in Dornburg - Schloss Ehrenstein in Ohrdruf - Eisenacher Stadtschloss in Eisenach - Schloss Elisabethenburg in Meiningen - Schloss Ettersburg in Ettersburg - Schloss Frankenhausen in Bad Frankenhausen - Schloss Friedensburg in Leutenberg - Schloss Friedenstein in Gotha - Schloss Friedrichsthal in Gotha - Jachtslot Fröhliche Wiederkunft in Wolfersdorf - Jachthuis Gabelbach in Ilmenau omg. - Burg Greifenstein in Bad Blankenburg - Burgruine Hanstein in Bornhagen - Heidecksburg in Rudolstadt | - Heinrichsruher Palais in Schleiz - Schloss Hirschberg (Saale) in Hirschberg - Wasserburg Kapellendorf in Jena omg. - Schloss Kochberg in Großkochberg - Schloss Kromsdorf in Kromsdorf - Schloss Landsberg (Thüringen) in Walldorf omg. - Schloss Ludwigsburg (Rudolstadt) in Rudolstadt - Neues Schloss (Bad Lobenstein) in Bad Lobenstein - Oberes Schloss (Greiz) in Greiz - Schloss Oppurg in Oppurg - Orangerie Gotha in Gotha - Schloss Osterstein (Gera) in Gera - Burcht Posterstein in Posterstein - Schloss Schwarzburg in Schwarzburg - Het Zomerpaleis van Greiz in Greiz - Schloss Sondershausen in Sondershausen - Schloss Tenneberg in Waltershausen - Schloss Tiefurt in Weimar-Tiefurt - Unteres Schloss (Greiz) in Greiz - Ruïne Wallenburg in Trusetal - Wartburg in Eisenach - Stadsslot Weimar in Weimar - Schloss Wespenstein in Gräfenthal - Schloss Wilhelmsburg in Schmalkalden - Het Winterpaleis van Gotha in Gotha |

Albanië · Armenië · België · Bosnië-Herzegovina · Bulgarije · Cyprus · Denemarken · Duitsland · Engeland · Estland · Finland · Frankrijk · Griekenland · Hongarije · Ierland · Italië · Kroatië · Letland · Litouwen · Luxemburg · Nederland · Noorwegen · Oostenrijk · Polen · Portugal · Roemenië · Schotland · Servië · Slovenië · Slowakije · Spanje · Tsjechië · Wales · Zweden · Zwitserland